# الغبارية (طائفة)
الغبارية هم طائفة من المجوس راموا عند شوكة الإسلام تأويل الشرائع على وجه يعود إلى قواعد أسلافهم ليوجب ذلك اختلافا في الإسلام. كذا في كشاف اصطلاحات الفنون.